# Bangana lippus
Bangana lippus är en fiskart som först beskrevs av Fowler, 1936.  Bangana lippus ingår i släktet Bangana och familjen karpfiskar. Inga underarter finns listade.